# مایکل استوارت
مایکل استوارت (انگلیسی: Michael Stewart, Baron Stewart of Fulham؛ تاریخ درست نیست٫ سال باید ۴ رقم داشته باشد٫ (برای سال‌های پیش از هزار، صفر بیفزایید٫)٫ – Not recognized as a date٫  Years must have ۴ digits (use leading zeros for years < ۱۰۰۰)٫ (aged 83)) یک سیاست‌مدار اهل بریتانیا بود.